# Notatka terenowa
Notatka terenowa – rejestracja wydarzeń, zjawisk, postaci, ich cech i właściwości, rozmów itp. podczas badań terenowych. 

## Formy
Notatka może przyjmować różne formy, zależne od metody utrwalania:
- graficzną (zapiski),
- audiowizualną (dokumentacja filmowa),
- wizualną (fotografia) ,
- dźwiękową (nagrania audio).

## Praktyka metodologiczna
W etnologii przyjmuje się, że notatka powinna być sporządzona na bieżąco, w trakcie uczestnictwa w wydarzeniach, jednak nie zawsze jest to możliwe, ze względu na społeczne uwarunkowanie badań. Ważna jest systematyczność w ich sporządzaniu 
Celem notatki terenowej jest umożliwienie jak najdokładniejszego odtworzenia sytuacji badawczej, co ułatwia analizę i poszerza pole interpretacji zebranego materiału. Notatki mogą być krótkie, hasłowe, jeśli uruchamiają ciąg skojarzeń, ułatwiający późniejsze przypomnienie sobie szczegółów wydarzenia 
Fragmenty zawierające bieżącą interpretację należy wyraźnie zaznaczać, aby nie uznawać ich za fakt lub wypowiedź badanej/ego. 
Podczas wywiadów najlepiej sprawdza się nagrywanie, ponieważ umożliwia badaczce/owi pełne skupienie się na rozmowie i zwykle zapewnia większą swobodę osobie badanej. 

## Problemy
Każda forma notatki ma pewne ograniczenia.
Ręczne zapiski utrudniają skupienie na prowadzeniu obserwacji/wywiadu; 
Rejestracja audio może być zniekształcona przez hałasy w tle; nie zapisuje zachowań i komunikacji niewerbalnej, pomija kontekst spotkania. Wszystko to sprawia, że głównym materiałem do analizy stają się same wypowiedzi. Kolejną przeszkodą jest czasochłonność opracowywania nagrań (transkrypcja).
Film etnograficznynie niweluje problemu subiektywności zapisu- antropolożka/antropolog decyduje co, kiedy i w jaki sposób nagrywa. 
Użycie fotografii wymaga szczegółowej analizy zdjęć, ponieważ (tak jak wideo) jest ono selektywne; to osoba za aparatem decyduje o momencie zrobienia zdjęcia, kompozycji itp.

## Przechowywanie i wyszukiwanie danych
W etnografii zachowuje się wszystkie zgromadzone dane w porządku chronologicznym. Potrzeba uporządkowania jej w innych kategoriach pojawia się na etapie analizy. Kluczowe jest stworzenie odpowiednich kategorii, wymyślenie sposobu podziału materiału. Kodowanie fragmentów notatek umożliwia przyporządkowanie ich do więcej niż jednej kategorii. Klasycznym narzędziem jest indeks sortujący, który coraz częściej bywa zastępowany oprogramowaniem komputerowym (m.in. Ethnograph, Text Analysis Package, Textbase Alpha, Qualpro), umożliwiających tworzenie baz danych i strukturyzowanie ich według określonych tematów. 